# پاگچ (لردگان)
پاگچ روستایی از توابع بخش منج شهرستان لردگان در استان چهارمحال و بختیاری ایران است.

## جمعیت
این روستا در دهستان منج قرار دارد و براساس سرشماری مرکز آمار ایران در سال ۱۳۸۵، جمعیت آن ۲۴۷ نفر (۴۰خانوار) بوده‌است.